# 小利福勒
小利福勒（法語：Liffol-le-Petit，法語發音：[lifɔl lə pəti]）是法国上马恩省的一个市镇，与大利福勒相邻，属于肖蒙区。

## 地理
小利福勒（48°17'51"N, 5°31'34"E）面积25.72 平方千米，位于法国大東部大區上马恩省，该省份为法国东北部内陆省份，北起马恩省和默兹省，西接奥布省，西南接科多尔省，东南接上索恩省，东临孚日省。
与小利福勒接壤的市镇（或旧市镇、城区）包括：大利福勒、阿扬维尔、阿雷维尔莱尚特尔、拉福什、普雷苏拉福什、默兹河和穆宗河间布尔蒙。

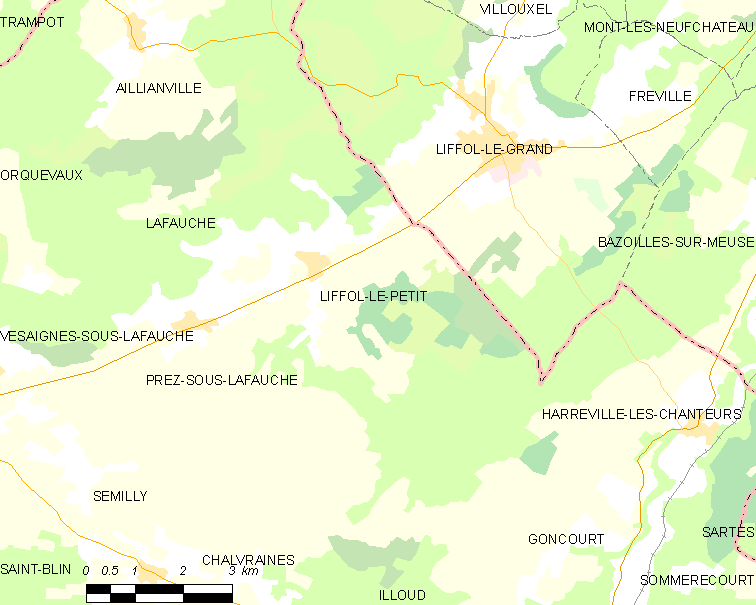
小利福勒的OSM定位图

小利福勒的时区为UTC+01:00、UTC+02:00（夏令时）。

## 行政
小利福勒的邮政编码为52700，INSEE市镇编码为52289。

## 政治
小利福勒所属的省级选区为普瓦松县。

## 人口

1962-2008年间小利福勒人口变化图示

小利福勒于2022年1月1日时的人口数量为320人。